# 1539

## Починали
- Отавиано Петручи, италиански художник, отпечатал първите музикални партитури
- Франческо дел Джокондо, италиански търговец